# Черчилл (Донегол)

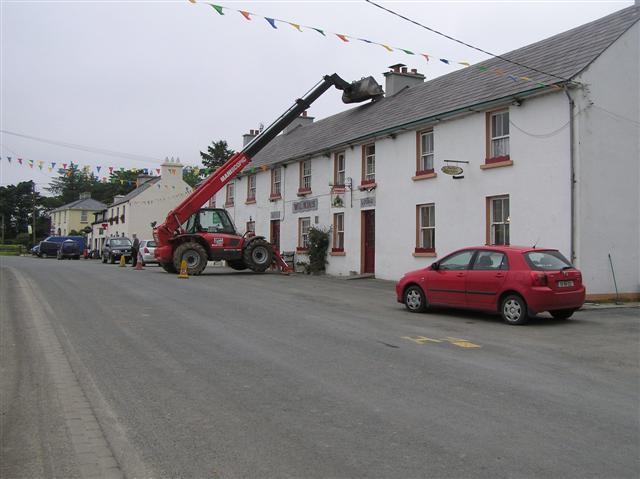

Черчилл (англ. Churchill, также Church Hill, Minalaban; ирл. Mín an Lábáin) — деревня в Ирландии, находится в графстве Донегол (провинция Ольстер).